# Steprather Mühle

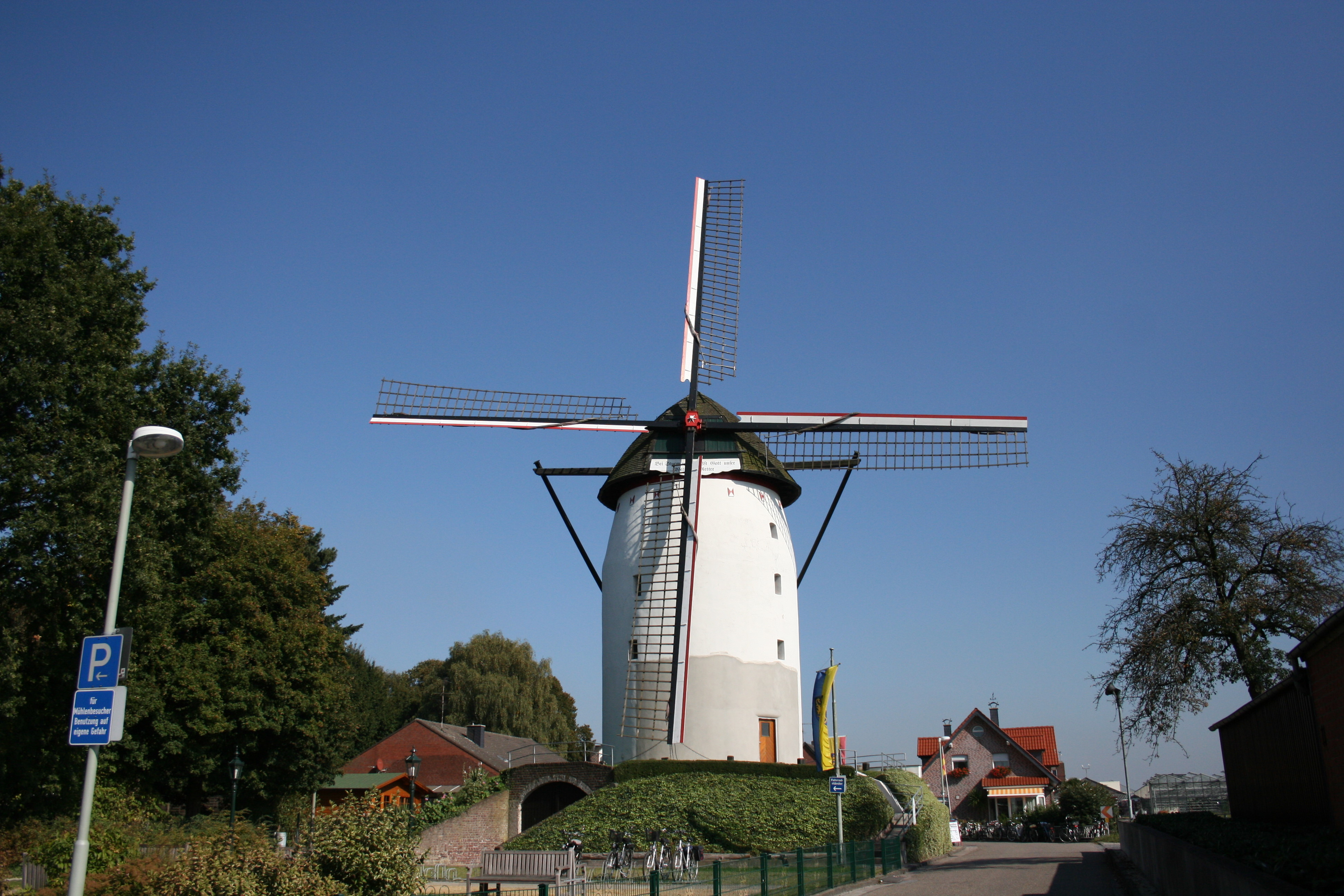
Steprather Mühle

De Steprather Mühle is een windmolen in de tot de Duitse gemeente Geldern behorende plaats Walbeck, gelegen aan Schmalkuhler Weg 5.

## Geschiedenis
Deze molen, waarschijnlijk midden 15e eeuw gebouwd, is een beltmolen en een vroege vorm van de ronde stenen molen. Een militaire betekenis heeft de molen nooit gekend. In 1510 werd de molen voor het eerst schriftelijk vermeld. In 1647 kwam de molen in het bezit van de familie Von Stephrat, waarnaar de molen is vernoemd. De molen werd door pachters bedreven. In 1953 werd het bedrijf beëindigd. Uiteindelijk werd de molen gekocht door de gemeente Geldern en gerestaureerd, waarbij ook archeologisch onderzoek werd verricht. Daarbij werd vastgesteld dat de zware eiken balken waarop de koningsspil rust, meer dan 500 jaar oud waren.
In 1995 kon de molen weer in bedrijf gesteld worden. Het is daarmee de oudste nog werkende windmolen van Duitsland.